# El Conchero
El Conchero es una localidad del estado mexicano de Guerrero. Es parte del municipio de Coyuca de Benítez.

## Demografía
| Gráfica de evolución demográfica |
|                                  |

| Censo | Población |
| ----- | --------- |
| 1950  | 287       |
| 1960  | 578       |
| 1970  | 216       |
| 1980  | 105       |
| 1990  | 1 035     |
| 2000  | 1 222     |
| 2010  | 1 429     |
| 2020  | 1 484     |